# دراسة حماية القلب
كانت دراسة حماية القلب Heart Protection Study HPS عبارة عن تجربة عشوائية محكومة أجرتها وحدة خدمة التجارب السريرية، ومولتها مجلس البحوث الطبية في المملكة المتحدة (MRC) ومؤسسة القلب البريطانية (BHF) في المملكة المتحدة. وقد تم دراسة استخدام عقار السيمفاستاتين 40 ملغ الخافض للكوليسترول ومكملات الفيتامينات ( فيتامين E وفيتامين C وبيتا كاروتين) في الأشخاص المعرضين لخطر الإصابة بأمراض القلب والأوعية الدموية. وقد قادتها جين أرميتاج، عالمة الأوبئة في وحدة خدمة التجارب السريرية.

## النتائج
تم نشر مخطط لبروتوكول الدراسة عام 1999. نُشرت النتائج الأولية عام 2002 والتي أشارت إلى أن الفيتامينات لم تحدث فرق كبير في تعديل مخاطر الإصابة بأمراض القلب والأوعية الدموية، ولكن مركب سيمفاستاتين يمكن أن يقلل بشكل كبير من خطر الإصابة بالأحداث القلبية الوعائية. وقد تناولت منشورات أخرى، صدرت في عامي 2003 و2004، فعالية السيمفاستاتين في علاج مرضى السكري والوقاية من السكتة الدماغية. يقوم بحث نُشر عام 2005 بتحليل فعالية التكلفة لاستراتيجية وصف مماثلة لتلك المستخدمة في الدراسة.

## التفسير
تُعد دراسة حماية القلب HPS حتى الآن أكبر دراسة للتحقيق في استخدام ستاتينات في الوقاية من أمراض القلب والأوعية الدموية. على الرغم من وجود مخاوف بشأن الآثار الجانبية المرتبطة بالستاتينات ( اعتلال عضلي وانحلال الربيدات )، إلا أنها كانت نادرة في هذه الدراسة.[بحاجة لمصدر]
بلغ العدد المطلوب للعلاج في الدراسة 57 حالة لتجنب حالة وفاة واحدة، و19 حالة لتفادي وقوع "حدث" قلبي وعائي واحد لدى الأشخاص الذين يتناولون عقار سيمفاستاتين لمدة خمس سنوات. ومع ذلك، لم يظهر أي تأثير ملحوظ على معدلات الوفيات بين النساء، حيث لم تصل "قيمة p" الإحصائية إلى مستوى الدلالة المطلوبة (0.08). كما لم تُنشر منحنيات كابلان ماير لمعدلات الوفيات للرجال والنساء بشكل منفصل حتى عام 2016.
فيما يتعلق بخطر الإصابة بالسرطان، لم يكن هناك انخفاض ملحوظ في مجموعة العلاج مقارنة بالمجموعة الأخرى. بل على العكس، لم يظهر أي فرق يُذكر باستثناء سرطانات الجلد غير الميلانينية، حيث كان خطر التشخيص أقل بشكل ملحوظ في مجموعة الدواء الوهمي.
أما بخصوص أمراض الرئة، فلم يتم تسجيل أي تفاقم فيها، رغم أن هذا كان مصدر قلق أولي عند استخدام أدوية الستاتين. وبالإضافة إلى ذلك، لم يُظهر السيمفاستاتين أي تأثير إيجابي في تقليل خطر الإصابة بهشاشة العظام..[بحاجة لمصدر]

## تمويل الأدوية
تم استلام 5.5 مليون جنيه إسترليني بالإضافة إلى إمدادات الأدوية من شركة ميرك و 5.5 مليون جنيه إسترليني بالإضافة إلى إمدادات الأدوية من شركة روش.